# Drosicha jujubae
Drosicha jujubae är en insektsart som först beskrevs av Buckton 1883.  Drosicha jujubae ingår i släktet Drosicha och familjen pärlsköldlöss. Inga underarter finns listade i Catalogue of Life.